# 2型糖尿病
第2型糖尿病（Type 2 diabetes 或 Type 2 diabetes mellitus，简称 T2D 或 T2DM，或称2型糖尿病），旧称非胰岛素依赖型糖尿病（英語：noninsulin-dependent diabetes mellitus，NIDDM）或成人发病型糖尿病（英語：adult-onset diabetes），是一种慢性代謝疾病，患者特徵為高血糖、相對缺乏胰島素、有胰島素抗性等。常見症狀有煩渴、頻尿、不明原因的體重減輕，可能還包括多食、疲倦、或有治不好的痠痛，以上症狀通常會慢慢出現。高血糖帶來的長期併發症包括心臟病、中風、糖尿病視網膜病變，這可能導致失明、腎臟衰竭、甚至四肢血流不順而需要截肢
；第2型糖尿病患者可能突然發生高渗性高血糖状态，但卻不太會併發糖尿病酮酸血症。
第2型糖尿病主要發生在肥胖而又缺乏運動的人，具有先天基因遺傳者風險也較高。2型糖尿病佔了糖尿病患者約九成的病例，另外一成為1型糖尿病及妊娠糖尿病患者。一型糖尿病患者因胰臟β細胞遭自體免疫破壞，而有絕對性胰島素缺乏的問題。糖尿病確診需經由血液檢查而定，如檢測空腹血糖值、口服葡萄糖耐量試驗（OGTT）或檢測糖化血紅蛋白（HbA1c）。
部分的第2型糖尿病可經由保持正常體重、規律運動及適當飲食來預防，治療方式有運動和改變飲食等。如果沒有經常性血糖偏低，建議的治療藥物選擇包含：雙胍類、磺醯脲類、噻唑烷二酮類、GLP-1類似物、DPP-4抑制劑、SGLT2抑制劑及複方藥物、胰島素，但許多患者最終都必須使用胰島素治療。使用胰島素的患者必須定期測量血糖，口服降血糖藥的患者則不一定需要。對肥胖的患者而言，接受减肥手术對改善糖尿病亦十分有效。
自1960年起，第2型糖尿病病例就隨著肥胖率逐漸升高。1985年時全球僅有約3000萬人罹患糖尿病，到了2015年患者增至3.92億人。糖尿病好發於中高齡層，但現今青年人罹患2型糖尿病的比率逐漸增加。第2型糖尿病患者可能減損長達約十年的壽命。糖尿病是最早被描述的疾病之一，1920年代科學家就發現了胰島素對它的重要性。

台灣健保資料庫10年追蹤研究發現，65歲以上新確診糖尿病病人，於男性族群之死亡相對風險為非糖尿病患者的1.2倍；於女性族群則為1.27倍。糖尿病患者中，10 年內發生心血管併發症相對風險也高於非糖尿病患者 (8.9%vs.5.8%)，而男性和女性的相對風險分別為1.54及1.70。

## 病征与症状

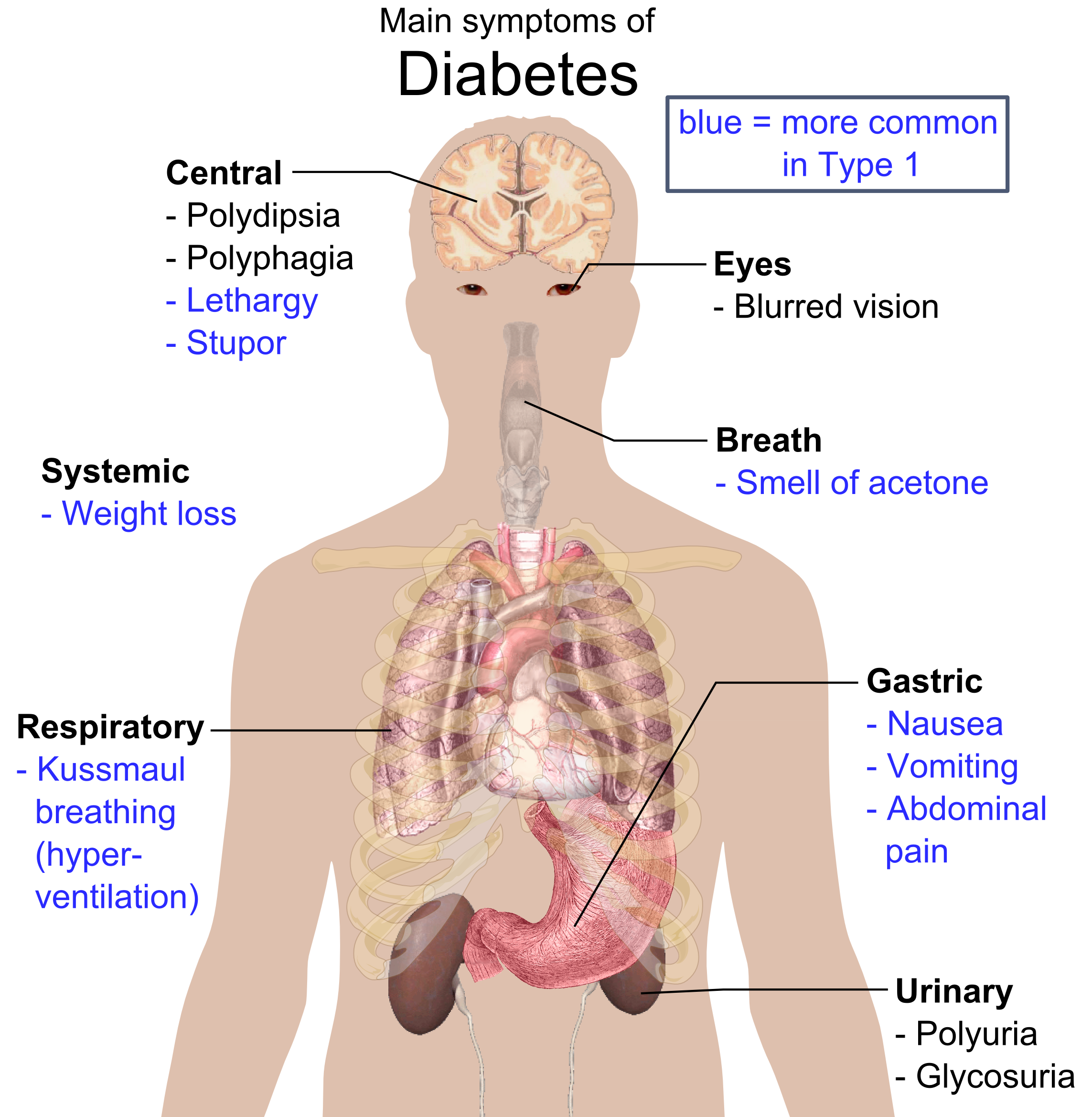
糖尿病显著症状概述

糖尿病的典型症状为多尿症、煩渴、多食症以及体重减轻。诊断时其他常见的症状包括視野模糊、皮肤瘙痒、周围神经病变、反复阴道炎、疲劳等病史。然而，很多人在最初数年间不会出现病征，一般在常规体检中才被诊断出来。在少部分的患者會出現高渗性高血糖状态，此類患者會產生高血糖伴有意识水平下降，以及低血压的病况。

### 併发症
2型糖尿病是慢性疾病，患者的预期寿命可减少長達10年。导致预期寿命减少的部分原因是相关的并发症，包括：患上心血管疾病的风险是健康人群的二至四倍，其中包括缺血性心脏病及中风等等。下肢截肢率會增加20倍，住院率亦相对增高。在发达国家及越来越多的其他地区里，2型糖尿病是导致非创伤性失明及肾衰竭的首要原因。在发病过程中，患者罹患认知功能障碍及失智症风险也会增高，如阿兹海默病及血管性痴呆等等。其他并发症還包括黑棘皮症、性功能障碍，以及容易发生感染。
糖尿病患相較於正常族群會增加2到4倍的心血管疾病風險，約32%的糖友合併有心血管疾病，而心血管疾病是全世界糖尿病患者最重要的併發症及主要死因，近6成的糖尿病患者死於心血管疾病。
研究顯示，糖化血色素(HbA1c)每增加1％會增加16%心衰竭發生率，近15%的糖友合併有心衰竭，增加60-80%心血管死亡風險。男性心衰竭比例高2.5倍，女性心衰竭比例高4.1倍，30%-50%心衰竭患者有糖尿病，五年存活率僅剩12.5%。另外，約10%的第2型糖尿病患會發生腎病變（約20萬人），40%末期腎臟疾病原因來自於糖尿病。
糖尿病血管併發症可分為小血管併發症(Microvascular disease)及大血管併發症(Macrovascular disease)且隨著併發症逐漸加重常會導致患的器官、身體功能的喪失。
小血管病變包括視網膜病變、神經病變與腎病變等等，由糖尿病引起的小血管疾病；大血管病變則包括冠狀動脈心臟病（冠心症）、中風、周邊血管疾病等，糖尿病病患因為常合併患有高血壓、血脂異常及代謝症候群，這些因素也會促進冠狀動脈粥狀硬化的產生。
第2型糖尿病人的血脂異常特徵為，三酸甘油脂酯增高、高密度脂蛋白膽固醇下降，低密度脂蛋白膽固醇略上升。高密度脂蛋白膽固醇下降，會增加糖尿病老年患者的心血管疾病及缺血性中風風險。
另外，高血壓是在糖尿病很常見的共病症，相較於非糖尿病患者族群，糖尿病族群的高血壓發生率可高出1.5–3 倍之多。約有 6–8 成的糖尿病患者死於心血管併發症，而這些心血管併發症的發生有高達 75% 可以歸咎於高血壓所造成。除了心血管併發症，與高血壓相關的糖尿病併發症還包括了腎臟病變、視網膜病變、中風等。

## 病因
第2型糖尿病的發生與患者的生活方式与遗传因素有關。有些因素如饮食习惯和肥胖症等是人为可控制的，但其他如年纪增长、性别为女性、遗传等因素则不然。睡眠不足也与第2型糖尿病有关，因為睡眠不足会使致身体的新陈代谢有所改变，進而诱发第2型糖尿病。孕妇在胎儿发育过程中的营养状况對胎兒未來罹患糖尿病的機率也佔有一席之地，其中DNA甲基化改變是造成此種影響的可能機制之一。此外，腸道細菌如腸道普氏菌和普通擬桿菌也可能和第2型糖尿病有關。

### 生活方式
目前認為有不少生活方式都是引致第2型糖尿病的重要因素，其中包括肥胖症和超重（BMI高于25）、身體活动量不足、不健康的飲食、压力過大以及城市化的生活等。30%的華裔與日裔患者體脂過高，欧裔和非裔患者則有60%至80%，印第安人和太平洋岛民患者則100%都體脂過高。至於非肥胖症的第2型糖尿病患則常有過高的腰臀比。吸菸似乎也會增加罹患第2型糖尿病的機會。
饮食也是影响第2型糖尿病发病风险的重要因素。饮用过量的含糖饮料可增加患病风险。饮食裡摄取的脂肪也是很重要的因素，饱和脂肪与反式脂肪均會增加患病风险，而多元不饱和脂肪与单元不饱和脂肪則有助於降低风险。攝取大量白米似乎也会使致病风险增加。也有學者相信，7%的病例可能是缺乏运动所致。持久性有機污染物可能也和糖尿病相關。

### 遗传因素
大多数糖尿病个案涉及多種基因，而这些不同的基因都可能会使患上第2型糖尿病的几率上升。如果同卵双胞胎的其中一人有糖尿病，另一人患上糖尿病的机会高于90%，然而非同卵的兄弟姐妹的几率只有25%至50%。到2011年为止，共发现了超过36个基因都可能增加罹患第2型糖尿病的风险。然而，即使全部这些基因加在一起，亦只占诱发糖尿病的整体遗传因素中的10%。舉例來說，可使发病风险增加1.5倍的等位基因TCF7L2为常见基因变异中擁有最高风险的基因。多数与糖尿病有关的基因都与β細胞功能有关。
在一部分罕见的糖尿病个案中，发病原因是因单个基因出现异常而引起的（称为单基因型糖尿病或“其他特殊类型糖尿病”）。其中包括年輕人成人型糖尿病（简称MODY）、矮妖精貌综合征、综合征等等。其中年輕人成人型糖尿病占年轻糖尿病患者个案总和的1%至5%。

### 健康状况
許多药物和健康问题都会使人較易患糖尿病。這些药物包括：糖皮质激素、噻嗪类利尿剂、β受体阻滞剂、非典型抗精神病药物及他汀类药物。曾患妊娠糖尿病的人患上第2型糖尿病的风险较高，而其他和第2型糖尿病相关的健康问题還包括肢端肥大症、皮质醇增多症、甲状腺功能亢进症、嗜铬细胞瘤及某些癌症如胰高血糖素瘤。另外，睾酮缺乏与第2型糖尿病也有很密切的关联。

## 病理生理学
第2型糖尿病的病因复杂，对于单一病患而言，难以确认引发疾病的原因，往往环境和遗传因素中的一种或者多种均有可能与发病相关。胰岛β细胞功能失常和胰岛素抵抗引发了第2型糖尿病：尽管在1980年代，人们普遍认为仅靠胰岛素抵抗即可引发糖尿病，但后来的研究表明，在没有β细胞功能失常的情况下，糖尿病不可能发生。在这两种症状的程度方面，患者表现出的胰岛素抵抗和相对胰岛素不足的程度有所差异：有些人以胰岛素抵抗为主、轻微的胰岛素分泌缺陷为次；而其他人可能只有轻微的胰岛素抵抗，而以胰岛素分泌不足为主。
在第2型糖尿病中，胰岛素抵抗和高血浆胰岛素水平的发生往往先于疾病发生：尽管过去曾认为高胰岛素水平是胰岛素抵抗引起的代偿，但后来的研究表明，血浆中的高胰岛素水平不一定是代偿胰岛素抵抗的后果，亦有可能是产生胰岛素抵抗的原因。再者，在肥胖诱导的炎症等各种因素作用下，胰岛β细胞的生产或者分泌胰岛素的功能受损。
其他可能与第2型糖尿病和胰岛素抵抗、胰岛功能受损有关的重要机制還包括：脂肪细胞内脂质的分解增加、对腸泌素的抵抗或缺乏、血液中胰高血糖素水平过高、肾脏积蓄的盐份和水份上升，及中枢神经系统的代谢調節異常。

### 胰岛素抵抗
胰岛素抵抗被认为是第2型糖尿病的主要特征之一。在胰岛素抵抗的情况下，应当对胰岛素进行响应的组织或器官（如肌肉、肝脏及脂肪组织）无法对正常濃度的胰岛素作出适当响应——例如：具体到肝脏而言，指的是肝脏无法正常响应胰岛素信号，致使糖原分解和葡萄糖异生不能被抑制，血糖被不当增加；具体到肌肉而言，指的是肌肉组织无法无法正常响应胰岛素信号，致使肌肉吸收的血糖减少，血糖下降变缓。并不只有葡萄糖在这一过程受到影响：第2型糖尿病患者的肝脏和肌肉常见异位脂肪沉积，其氧化过程和葡萄糖形成底物竞争，抑制了葡萄糖的氧化，亦被用来解释胰岛素抵抗的形成。此类的脂肪累积早于第2型糖尿病的发病。
歐洲胰島素阻抗研究組織(EGIR)研究發現胰島素敏感度會依年齡增加而下降，不過兩者關聯性會因身體質量指數（body mass index, BMI）校正而消失。老化後胰島素阻抗性的現象可能來自於腹部脂肪組織增生、骨骼肌肉量降低、生理活動減少、粒線體功能不全、荷爾蒙分泌減退、氧化壓力和慢性發炎等。
动物实验显示，单独的胰岛素抵抗并不一定引起糖尿病：消耗大量能量的大脑和肌肉之中存在的胰岛素抵抗并未在引起胰岛素抵抗，有鉴于此，肝脏和胰岛中的胰岛素抵抗可能是借由其它途径诱导。双基因敲除则提示胰岛素抵抗的多基因型，如IRS-1和GK双基因敲除可以诱导小鼠糖尿病，而单基因敲除不能。胰岛素抵抗往往会与高血压、高血脂等心血管风险因子聚集，形成所谓的“代谢综合征”。

### β细胞功能异常
然而，并非所有出现胰岛素抵抗的人士都会患上糖尿病，患者的胰岛β细胞需同時有胰岛素分泌障碍時才会发病。胰岛β细胞功能失常是1型糖尿病和2型糖尿病的共同特征之一，但在2型糖尿病中，胰岛功能常常被忽视。2型糖尿病中的β细胞功能下降往往在糖类不耐受发生以前就已经发生。确诊时，胰岛功能通常已经是正常水平的三成左右；英国前瞻性糖尿病研究中显示，胰島的功能衰減無法透過飲食，磺脲類、二甲雙胍或胰島素治療等單一治療手段進行控制。目前用藥選擇中，DPP4i抑制劑、GLP-1類似物觀察到針對第2型糖尿病患者β細胞功能的改善。
1型糖尿病的胰岛素分泌不足主要是因为自体免疫引起的β细胞死亡，而2型糖尿病中的β细胞功能下降或者死亡的原因则较为复杂，与氧化应激、炎症等相关。如以脂质毒性的角度而言，在肝脏和肌肉中异位累积的过量脂肪难以被有效氧化，透过非氧化途径生成反应性脂肪，诱导脂质的凋亡亦纠正脂肪过载的情形；在这一过程生成的神经酰胺等物质可介导胰腺细胞的衰亡。由于饮食和遗传因素等原因，亚裔群体，特别是印度人，易于产生在器官内累积大量脂肪的腹部肥胖；尽管亚裔人群较西方群体纤瘦，也有较高的糖尿病流行率可能与之相关。但这一过程不仅仅和脂质毒性有关，还和糖类引发的氧化应激有关：过量的糖类与脂质在能量循环中会形成竞争，糖类的氧化往往受到抑制。

## 诊断
| 条件         | 餐后两小时血糖  | 空腹血糖                   | HbA1c   |
| ------------ | --------------- | -------------------------- | ------- |
|              | mmol/l（mg/dl） | mmol/l（mg/dl）            | %       |
| 正常         | <7.8（<140）    | <6.1（<100）               | <5.7    |
| 空腹血糖障碍 | <7.8（<140）    | ≥6.1（≥100）& <7.0（<126） | 5.7–6.4 |
| 糖耐量受损   | ≥7.8（≥140）    | <7.0（<126）               | 5.7–6.4 |
| 糖尿病       | ≥11.1（≥200）   | ≥7.0（≥126）               | ≥6.5    |

世界卫生组织定义糖尿病（包括第1型和第2型）为有症状之单次血糖值上升，或两次血糖值上升達到以下標準：
- 空腹血糖≥7.0 mmol/l（126 mg/dl）
- 作出糖耐力测试，口服两小时之后，血糖≥11.1 mmol/l（200 mg/dl）。

随机血糖高于11.1 mmol/l （200 mg/dl ）且出現典型症狀或糖化血红蛋白（HbA1c）高于6.5%是也一种诊断糖尿病的方法。2009年，一个由美国糖尿病协会（American Diabetes Association，简称ADA）、国际糖尿病联合会（International Diabetes Federation，简称IDF）和欧洲糖尿病研究协会（European Association for the Study of Diabetes，简称EASD）之專家代表組成的国际专家委员会建议糖尿病诊断应使用48 mmol/mol作為臨界值（相當於 HbA1c 6.5%），美国糖尿病协会于2010年采用此建议。只有病患出现典型症状和血糖>11.1  mmol/l（>200  mg/dl）才应该重复进行阳性检验。
糖尿病診斷之临界阈根據的是糖耐力测试、空腹血糖或HbA1c，和并发症（如視網膜病變）的关系。比起糖耐力测试，空腹或随机血糖因为比较方便而被廣泛使用。HbA1c的优点是不需禁食且结果较稳定，但缺点是检验较血糖测量昂贵。估计美國有20%的糖尿患者不知道自己患有糖尿病。
2型糖尿病的特征是在胰岛素抵抗或胰岛素相對缺乏所造成的高血糖，这与1型糖尿病中的绝对胰岛素缺乏大不相同，後者是因為胰岛细胞损坏所導致的。而妊娠期糖尿病則是在懷孕時新發生的高血糖。第1型和2型糖尿病通常可以根据臨床表現来区分。如果对诊断存在疑问，抗体试验可能有助于判定1型糖尿病，C-胜肽水平则有助于判定2型糖尿病。

### 臺灣診斷標準
診斷標準包括以下4項，非懷孕狀況下“只要符合其中1項”即可診斷為糖尿病（前三項需重複驗證2次以上）：

(一)  糖化血色素（HbA1c）≧ 6.5%

(二)  空腹血漿血糖 ≧ 126 mg/dL

(三)  口服葡萄糖耐受試驗的第2小時血漿血糖 ≧ 200 mg/dL

(四)  典型的高血糖症狀（多吃、多喝、多尿與體重減輕）且 隨機血漿血糖 ≧ 200 mg/dL

### 中国大陆诊断标准

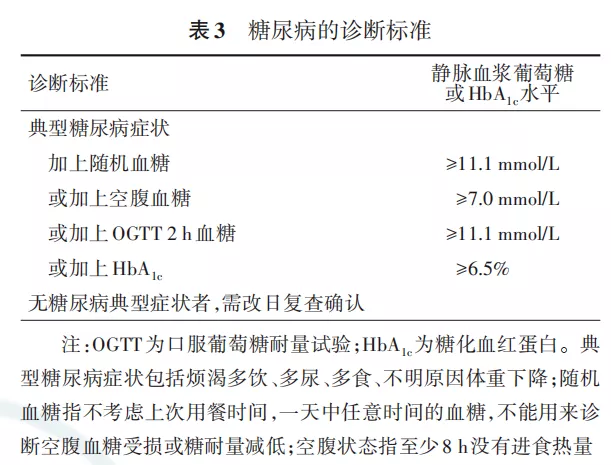

## 筛檢
由于没有证据证明大規模糖尿病篩檢可改善最终结果，因此没有大型組織或部门建议进行全面篩檢。美國預防服務任務小組（USPSTF）建议对没有症状且血压高于 135/80 毫米水银柱的成年人进行筛檢。对于血压较低的人，并没有充分证据顯示能夠降低此群體的風險和死亡率。USPSTF也建議40至70歲之間的過重者進行篩檢。
世界卫生组织（WHO）和USPSTF皆建議高風險者進行篩檢。在美國，高風險者包含年齡超過45歲、一等親（包含手足）有糖尿病、部分族裔（如拉美裔、非裔，以及美洲原住民）、有妊娠糖尿病或多囊卵巢綜合症病史、過重，或是患有代謝症候群等等。美國糖尿病學會建議BMI超過25者進行篩檢（亞裔則建議23以上就應該篩檢）。也建議，45 歲以上成人應每 1–3 年檢查一次空腹血糖、HbA1C 或口服葡萄糖耐受試驗。衛生福利部國民健康署亦提供整合性篩檢，篩檢項目也包含糖尿病，40–64 歲的民眾，建議每 3 年篩檢一次；而針對 65 歲以上的民眾，建議每年篩檢一次。

## 预防
适当营养和经常运动可以延缓或防止2型糖尿病的发病，严格執行生活方式控制可以降低超過一半的風險。無論原始體重多寡或后来的体重是否减轻，运动皆有益处。但单靠調整饮食便能降低風險的证据卻十分有限，一些证据支持多攝取綠色蔬菜，也有一些证据支持限制含糖饮料。对于葡萄糖耐受不良的人士，只改变饮食习惯和运动，或同時使用二甲双胍或阿拉伯糖，可以降低罹患糖尿病的风险，改变生活方式比服用二甲双胍还有效。一份2017年的回顧文獻指出，長期的生活方式改造能降低28%罹病風險，但糖尿病藥物在停藥後將無助於減低風險。血中的維生素D含量較低會增加糖尿病的風險，但口服補充維生素D3無法改善罹病風險。

## 管理
2型糖尿病的疾病管理着重于調整生活型態、减低其他心血管风险因素，以及將血糖維持在正常值。英国國民保健署建议2型糖尿病初诊人士进行血糖自我监测，但是对于没有使用多剂量胰岛素的人士，自我监测的益处仍有爭議。管理其他心血管风险因素如高血压、高胆固醇和微量白蛋白尿能改善预期餘命。將收縮壓控制於 140 mmHg 以下能夠降低死亡風險，並改善預後，更高積極的血壓管理（低于130/80 mmHg）相較於標準血壓管理（140/85–100 mmHg）雖能使中风风险轻微减低，但对总体死亡风险并没有影响。
相对于标准血糖控制（HbA1C7-7.9%），更積極的血糖控制（HbA1C<6%）似乎并未改善死亡率。2型糖尿病的治疗目标通常是HbA1C低于7%至8%或空腹血糖低于7.2 mmol/L（130 mg/dl）；但若將低血糖症和预期餘命等特定风险納入考量，这些目标在专业临床会诊后可以改变。儘管臨床指引建議醫師須衡量血糖控制的長期好處和立即傷害，許多人仍被過度治療，例如對預期餘命小於9年的患者進行強化血糖控制便沒有好處。
所有患有2型糖尿病的人士都應定期进行眼科检查。有限的證據顯示以刮除牙結石和牙根整平術治療牙周病或許可以短期改善糖尿病患者的血糖，但沒有證據顯示這樣的改善能持續超過4個月。目前並沒有證據表示治療牙周病的藥物有助於改善血糖。

### 生活方式
适当的饮食和运动是糖尿病治疗的基础，运动量越充足效果越佳。運動能改善血糖控制，降低體脂和血脂，這些效果即使在沒有體重減輕的情形下也都有證據支持。有氧运动可使HbA1c下降并改善胰岛素敏感性。阻力训练也有改善的效果，若能同時進行有氧運動及阻力训练效果尤佳。
能促進減重的飲食調整相當重要。目前最理想的飲食配方為何仍有爭議，但目前已知低升糖指數飲食或低碳水化合物飲食可以改善血糖。在第2型糖尿病發病後短時間內開始超低卡路里飲食能使疾病緩解。素食者相對來說罹患糖尿病的機會較低，但葷食攝取適量者效果則與素食無異。目前尚無證據支持肉桂可以改善第2型糖尿病患者的血糖。
適當的衛教也能協助患者控制血糖，效果最佳可維持到24個月。若輕度糖尿病患者的血糖無法藉由調整生活型態改善，則可能需要考慮配合藥物治療。目前仍尚無足夠證據說明調整生活型態對於患者死亡率的影響。

### 药物

二甲双胍500mg片剂

目前有數类抗糖尿病药，如雙胍類、磺酰脲类、噻唑烷二酮類、GLP-1类似物、DPP-4抑制剂、SGLT2抑制剂等。遵照醫師建議使用藥物能有效控制病況，病患應定時用藥並定時回診追蹤，以降低血糖波動，達到最好控制效果。
- 雙胍類
  - 由于有证据表明二甲双胍可降低死亡率，因此通常将其作為第一线治疗药物[7][25][120]。然而目前有關此議結論仍有疑問[121]，且並非所有第二線糖尿病患者都能一體適用，如有低血氧或是腎、肝、心臟疾病者，不建議使用二甲双胍[24]。若二甲双胍不足以控制病情，则可使用另一个类的口服制剂或注射胰島素辅助控制[106]。
- 磺酰脲类
  - 用於2型糖尿病的抗糖尿病藥，主要作用是促進胰臟β細胞分泌胰島素。目前較常用的為格列美脲，為第二代磺酰脲类藥物。[122]
- 噻唑烷二酮類
  - 用於2型糖尿病的抗糖尿病藥，主要作用是增進胰島素的感受性，改善血糖控制。[123]目前有吡格列酮、罗格列酮藥物。吡格列酮因有報導指出此藥物會增加膀胱癌的風險，法國跟德國已經暫時停止銷售這個藥物。[124]罗格列酮過去曾有心臟副作用疑慮[125][126][127]，2010年FDA曾限制使用條件，並要求藥商執行藥品風險評估暨管控計畫[128][129]，台灣亦跟進管制措施，直到2016年才解除限制。[130]
- DPP-4抑制剂
  - 用於第2型糖尿病的抗糖尿病藥，為各類糖尿病藥物選擇中，安全性高、副作用最少的藥品類別[131][132]。 主要是減少胰高血糖素(升糖素)和降血糖，常見的有利拉利汀、沙格列汀、維格列汀、西格列汀。利拉利汀是目前唯一一種非經腎臟排出體外的DPP-4抑制剂口服抗糖尿病藥[133]，除患者本身對成份過敏外，利拉利汀並無禁忌症。研究指出，在不發生低血糖及體重增加的情況下，利拉利汀加上二甲双胍效果優於格列美脲搭配二甲双胍。[134]
- SGLT2抑制剂
  - 用於2型糖尿病的抗糖尿病藥，主要作用是抑制葡萄糖在腎臟的再吸收而使葡萄糖由尿液排除的抗糖尿病藥[135]， SGLT2抑制劑可以降低血糖水平和體重，並且可以降低舒張壓與收縮壓。[136]常見藥物如達格列淨、卡納格列淨（英语：Canagliflozin）、曲格列淨（英语：Ertugliflozin）、恩格列淨，恩格列淨是首支SGLT2抑制劑類降糖藥有完成心血管預後研究的藥品，目前唯一口服降糖藥被研究証實有控糖、護心、保腎及減重等效果。[137]SGLT2抑制劑為第二型糖尿病的治療藥物，國際臨床研究結果顯示，恩格列淨在管理心臟衰竭部分亦有成效，因此除糖尿病適應症外，同時具有心衰竭適應症，據2021年發表的國際臨床試驗證明，可以降低25%心衰竭住院或心血管死亡風險，並且延緩4倍腎絲球過濾率(eGFR)下降速率。SGLT2抑制劑同時被納入心臟衰竭的治療指引[138]。
- GLP-1类似物(腸泌素)
  - 用於2型糖尿病的抗糖尿病藥，主要作用是提升胰島素分泌，並抑制餐後升糖素的分泌，達到降低血糖的效果。常見藥物有艾塞那肽、 利拉魯肽…等，需要用注射方式使用。[139]

2018年醫學期刊The Lancet分析指出SGLT2抑制劑效果優於GLP-1與DDP-4可以降低心衰竭住院的風險、減少心肌梗塞、中風、心血管死亡等心血管不良總和事件，甚至可以減少45%腎臟病變風險。SGLT2抑制劑達格列淨與恩格列淨都經實驗證實可降低心臟衰竭病患因心血管因素而死亡或入院的風險，2020年SGLT2抑制劑也通過美國FDA認證可用於治療心臟衰竭。
截至2015年為止研究指出，二甲雙胍(Metformin)因為其效果、價錢、安全性總和而言仍然是一線的最佳藥物，但因其副作用不建議腎功能衰竭者使用。除一線用藥外，其餘糖尿病藥物的選擇基於降低血糖、最少副作用，以及患者的喜好、用藥習慣，各種患者自身疾病(如自身心血管疾病、慢性腎病)、用藥後不適應症(低血糖症)等。
2016年的研究指出糖尿病患者的血壓最好控制於140至150 mmHg之間。
胰岛素可以單獨使用，也可以配合其他口服藥劑一起使用，大多数人最初都无需注射胰岛素。当使用时，通常在夜间采用一种长效制剂，同时继续口服药物。劑量會過一段時間才起效，達到控制血糖的效果。当夜间胰岛素不足，每日两次胰岛素可达到更好的控制。长效胰岛素，甘精胰岛素（glargine）和地特胰岛素效果及安全性相同，其效果並不優於中效胰岛素（NPH insulin），且價格又較貴，因此截至2010年的研究並無發現其實質效益。对于怀孕的患者，胰岛素通常是治疗选择。
過去謠傳補充维生素D可預防糖尿病，根據2019年美國糖尿病學會年會最新研究指出，針對糖尿病前期的患者補充維生素D無法預防患者惡化成糖尿病，該研究同步發表在新英格蘭醫學期刊。

### 複方藥物
目前糖尿病口服藥物亦有複方藥物，如Glyxambi(糖順平)其限用於已接受過最大耐受劑量的二甲雙胍(Metformin)，且併用恩格列淨或利拉利汀治療，糖化血色素值(HbA1c)仍未低於8.5%者，亦有其他不同類型的複方藥物例如DPP-4抑制劑西格列汀與二甲雙胍的複方藥物JANUMET（捷糖穩）、利拉利汀（Linagliptin, Trajenta，糖漸平）與二甲雙胍的複方藥物Trajenta Duo（糖倍平）、維格列汀 與二甲雙胍的複方藥物Galvus Met（高糖優美）。SGLT2抑制劑複方藥物也有恩格列淨（Empagliflozin, Jardiance，恩排糖） 與二甲雙胍(Metformin) 的複方藥物 Jardiance Duo（恩美糖）、達格列淨(Dapagliflozin, Forxiga，福適佳) 與二甲雙胍(Metformin) 的複方藥物Xigduo XR（釋多糖）。複方藥物可提高患者服藥順從性，也可降低口服藥物的複雜程度，如Glyxambi(糖順平)綜合Empagliflozin 、Linagliptin優點，能降糖、降低體重、降低心血管疾病、保腎、不易低血糖多重功效。

### 外科手术
对于超重的患者，代謝手術（减肥手术）是治疗糖尿病的有效措施。许多人手术后，能够维持正常的血糖水平并服用很少或根本不服用药物，且长期死亡率也會降低了。不过仍存在低于1%的短期手术死亡风险。目前建議身高體重指數（BMI）大於35的糖尿病患者進行代謝手術。BMI介於30-35之間的若血糖控制不佳或有高度胰島素阻抗者，也建議進行。

## 流行病学

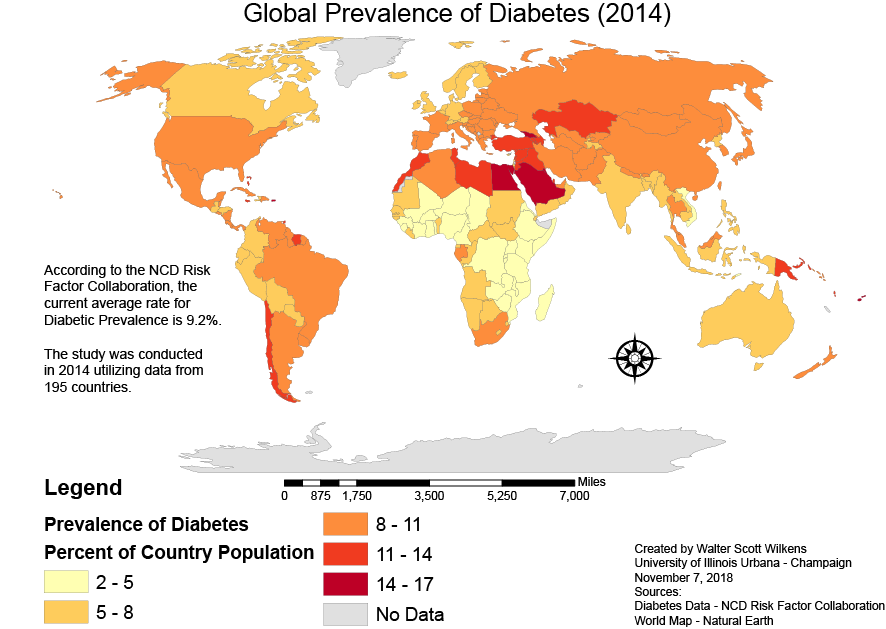
2014年全球糖尿病患病率（每1000个居民），世界平均为9.2%。

2015年，全球2型糖尿病患者約有3.92亿人，占糖尿病患者的90%，約相当于世界成人人口的6%。糖尿病是已開發國家和发展中国家常见的疾病。在经济欠发达地区仍然相當罕见。
糖尿病是台灣人十大死因之一，根據2021年衛福部統計，台灣現行糖尿病患人數約200多萬人，並以每年25,000名的速率持續增加中，對國人的健康影響不容小覷。
女性在某些族裔中似乎罹病風險較高，如南亚裔、太平洋岛民、拉美裔，和美洲原住民等族裔群体似乎有更高的患病风险。这可能是由于這些群体对西方的生活方式更为敏感。传统上，2型糖尿病歸類為成人疾病，然而随着儿童肥胖率的增加，越来越多的儿童也被诊断罹患2型糖尿病。美国青少年被诊断为2型糖尿病的频率与1型糖尿病同样频繁。
糖尿病患者在1985年的数量估计在3000万，在1995年增至1.36亿，2005年增加至2.17亿。增加的原因主要是全球人口老龄化、运动减少，和肥胖率增加。至2000年為止，糖尿病患者数最多的五个国家是印度（3170万）、中国（2080万）、美国（1770万）、印度尼西亚（840万）和日本（680万）。糖尿病被世界卫生组织确认为一种全球性流行病。

## 历史
糖尿病是最早被記錄的疾病之一，早在公元前约1500年的埃及手稿将其称为“尿液過多”。據信首个有记载的病例被认为是1型糖尿病。同時期，古印度的医生在同期也發現了该病，由於患者的尿液會引來螞蟻，因此將其歸稱为“蜜糖尿”（madhumeha）。而現今所使用的醫學術語一詞源自希臘文的「siphon」（虹吸管），意思是「在彎管中流動」，描述其多尿的症狀。該词是由希腊人孟菲斯之阿波罗尼奥斯在公元前230年首次使用。根據蓋倫的描述，在罗马帝国时期，该病可能属罕见病，在其生涯中僅見兩例。
公元400-500年，印度医生妙聞和揭羅迦首次将第一型和第二型糖尿病区分开来，认为第一型与青年有关，而第二型与體重過重有关。一词由英国人约翰·罗尔（John Rolle）于1700年代末期首次使用，用于与频繁排尿的尿崩症相区分。雖然有關糖尿病的紀述相當古老，但该病一直没有有效的治疗。直到20世纪初，加拿大人弗雷德里克·班廷和查尔斯·贝斯特在1921年和1922年发现胰岛素。随后又在1940年代开发出长效NPH胰岛素。

## 备注
1. ↑  對於本條目名稱的用詞解釋：自從1997年，美國糖尿病學會(ADA)與世界衛生組織(WHO)的專家共同開會決定糖尿病的重新命名，廢棄了原來的 NIDDM、誤用的Type II（羅馬數字），而指定使用 Type 2（阿拉伯數字）。主要是由於醫學的新進展以及避免混淆（Type II 近似 Type 11，eleven）；並且不使用「Diabetes mellitus Type 2」而是使用「Type 2 diabetes mellitus」（T2DM，其後簡稱T2D）。臺灣國健署及糖尿病學會亦使用「第2型」，非「第二型」，而且不用「第II型」；順序亦有規定：「第2型糖尿病」，非「糖尿病第2型」。參考來源見討論頁。